# USS Montana (BB-51)
USS Montana (BB-51) byla nedostavěná bitevní loď námořnictva Spojených států amerických. Měla to být třetí jednotka nerealizované třídy South Dakota.

## Důvod zrušení stavby
Spojené státy americké, Japonsko, Itálie, Francie, Velká Británie, Čína, Belgie, Nizozemsko a Portugalsko se na Washingtonské konferenci dohodli, že po dobu 10 let přestanou stavět válečné lodě. Stavba amerických bitevních lodí třídy South Dakota musela být tím pádem zrušena a rozestavěné lodě byly prodány do šrotu. Týkalo se to rovněž plavidla Montana, které stavěla loděnice Mare Island Naval Shipyard ve Vallejo v Kalifornii. 

## Výzbroj
Primární výzbroj Montany tvořily 4 střelecké věže s děly ráže 406 mm a s dostřelem až 40 km. Sekundární výzbroj tvořilo 16 děl ráže 152 mm. Dále zde byly 4 kanóny ráže 76 mm a 2 torpédomety s torpédy o průměru 533 mm.